# Zhexue pinglun
Zhexue pinglun (chinesisch 哲學評論 / 哲学评论, Pinyin Zhéxué pínglùn, W.-G. Che-hsüeh p'ing-lun) war eine chinesische philosophische Zeitschrift, die von Zhang Dongsun, Qu Junong und anderen im April 1927 in Peking gestartet wurde. Seit April 1935 wurde sie von der Chinesischen Gesellschaft für Philosophie mit Feng Youlan als Hauptherausgeber supervisiert und in Shanghai veröffentlicht. Die Zeitschrift war ein einflussreiches Magazin in der Philosophie, sie behandelte verschiedene Themen, wie westliche Philosophie, westliche Philosophiegeschichte, chinesische Philosophiegeschichte, Logik und Ethik. 1946 stellte sie ihr Erscheinen ein.